# Shuvelyany
Shuvelyany (ryska: Шувелян, azerbajdzjanska: Şüvəlan) är en ort i Azerbajdzjan.   Den ligger i distriktet Baku, i den östra delen av landet, 27 km öster om huvudstaden Baku. Antalet invånare är 14 992.
Terrängen runt Shuvelyany är platt. Trakten är tätbefolkad. Närmaste större samhälle är Bakıxanov, 19,7 km väster om Shuvelyany. 
Trakten runt Shuvelyany består i huvudsak av gräsmarker.